# 地棲鸚鵡
地棲鸚鵡（学名：Pezoporus wallicus），又名地鸚鵡，是住在地上的鸚鵡之一，其他的有夜鸚鵡、純綠鸚鵡及鴞鸚鵡。牠們呈黃綠色，有較深色的斑紋，有點像野生虎皮鸚鵡的頭部及背部，這可能是保留了共同祖先的特徵。
地棲鸚鵡若受到騷擾時，會立即飛離地面再逃入樹林中。牠們會在黎明及黃昏時活動，飛行時保持寂靜。

## 分類
地棲鸚鵡共有2個亞種，分別為：
- 東方地棲鸚鵡（P. w. wallicus）是指名亞種，分佈在昆士蘭南部、新南威爾士及維多利亞州，但已經從南澳大利亞州消失。[3]牠們被列為近危，估計有4000隻。
- 塔斯曼尼亞地棲鸚鵡（P. w. leachi）是最不瀕危的亞種，廣泛分佈在塔斯曼尼亞西南部。[3]

以前認定的第三個亞種：西方地棲鸚鵡（P. w. flaviventris）於2010年經基因檢測確定為獨立物種（P. flaviventris），是為澳洲大陸第四最稀有的鸚鵡、西澳州最瀕危的特有種。

## 特徵
地棲鸚鵡長30厘米。主要呈綠色，羽毛上有黑色及黃色斑紋。前額有橙紅色的幼紋。頭部、頸背、上背及胸部綠色，羽毛有黑色的羽軸。腹部、大腿及尾巴底都呈綠黃色，西方地棲鸚鵡的腹部及尾巴底是淡黃色及有黑色斑紋。喙呈灰褐色，瞳孔白黃色，腳灰褐色，爪並不怎麼彎曲。
雛鳥較為沉色，沒有前額的橙紅色幼紋。尾巴較短，瞳孔褐色。

## 分佈及棲息地
東方地棲鸚鵡散佈在昆士蘭東南部至澳洲西南部、塔斯曼尼亞及一些離岸島嶼。
塔斯曼尼亞地棲鸚鵡分佈在塔斯曼尼亞西南部。
西方地棲鸚鵡分佈在澳洲西南部，由珀斯北部至傑拉爾頓及沿南岸東至伊斯瑞利海灣。牠們棲息在海岸平原、蘆葦床墊及鈕扣草地區。

## 行為
西方地棲鸚鵡是獨居的。牠們是偽裝的能手，但若受到騷擾，會逃避再飛走，在短距離內降落。牠們飛行時及在早上會發出叫聲，同類會有所回應。牠們會有季節性的地區性遷移。牠們主要吃草的種子，尤其是鈕扣草。繁殖期介乎9月至1月，會在地上挖坑築巢，藏在樹枝下。鳥巢以葉子、草莖、蕨類及細枝造成。每次會生3-4隻蛋，孵化期為21日。雛鳥會留在巢中3星期。

## 外部連結
- World Parrot Trust（页面存档备份，存于）